# Semiothisa butleri
Semiothisa butleri là một loài bướm đêm trong họ Geometridae.